# Половина землі
Половина Землі: Наша планета бореться за життя (англ. Half-Earth: Our Planet's Fight for Life) — книга про еволюцію, що написана Едвардом Осборном Вілсоном і видана у 2016 році.
Автор вводить поняття «егоїстичний ген» для опису гено-центричного погляду на еволюцію, згідно з яким еволюція розглядається як еволюція генів — відбір на рівні особин майже ніколи не переважає відбір на рівні генів. Вводиться також поняття «мем» як основної одиниці передачі культурної інформації, із припущенням, що подібна «егоїстична» реплікація має місце в людській культурі.

## Огляди
- Half-Earth: our planet's fight for life. Kirkus Reviews. 84 (1): 222. 1 січня 2016.
- Begley, Sarah (14 березня 2016). Half-Earth. Time. 187 (9): 20.
- Dreifus, Claudia (September 2015). E.O. Wilson's (next) big idea. Audubon. 117 (5): 46—49.
- Grant, Bob (1 квітня 2016). Half-Earth: our planet's fight for life. The Scientist. 30 (4): 83.
- Griffiths, Christine J. (18 березня 2016). Back to nature. Science. 351 (6279): 1271—1271. doi:10.1126/science.aaf1485.
- Hoffert, Barbara (1 жовтня 2015). Half-earth: our planet's fight for life. Library Journal. 140 (16): 56. Архів оригіналу за 2 лютого 2017. Процитовано 30 вересня 2018.
- Kuipers, Dean (March 2016). Captain Planet: the case for setting aside half the planet. Outside. 41 (2): 26—27.
- McKie, Robin (11 квітня 2016). Half-Earth: our planet's fight for life by Edward O Wilson: review. The Guardian.
- Purdy, Jedediah (April 2016). A wild way to save the planet. The New Republic. 247 (4): 77—79.
- Seaman, Donna (15 лютого 2016). Half-Earth: our planet's fight for life. Booklist. 112 (12): 13—14.
- Richard Horton Offline: Planetary health's next frontier—biodiversity The Lancet, Volume 390, No. 10108, p2132, 11 November 2017.